# Dano
Dano è un dipartimento del Burkina Faso classificato come città, capoluogo della provincia di Ioba, facente parte della Regione del Sud-Ovest.
Il dipartimento si compone del capoluogo e di altri 22 villaggi: Balembar, Batiara, Complan, Dayèrè, Fitingué, Gnigbaman, Gnikpiere, Gnimi, Kobar, Kpélégane, Lofing, Manzour, Sarba, Sorkon, Tambalan, Tambikpéré, Tambiri, Tessiougane, Wadièlè, Yabogane, Yô e Zouziègane.